# Троп (музыка)
Троп (лат. tropus, от греч. τρόπος — здесь в значении «превращение», «обработка») — литературно-музыкальный жанр в средневековой Западной Европе, в основе которого лежит поэтическая или музыкально-поэтическая обработка прежде сочинённых григорианских распевов.

## Характеристика

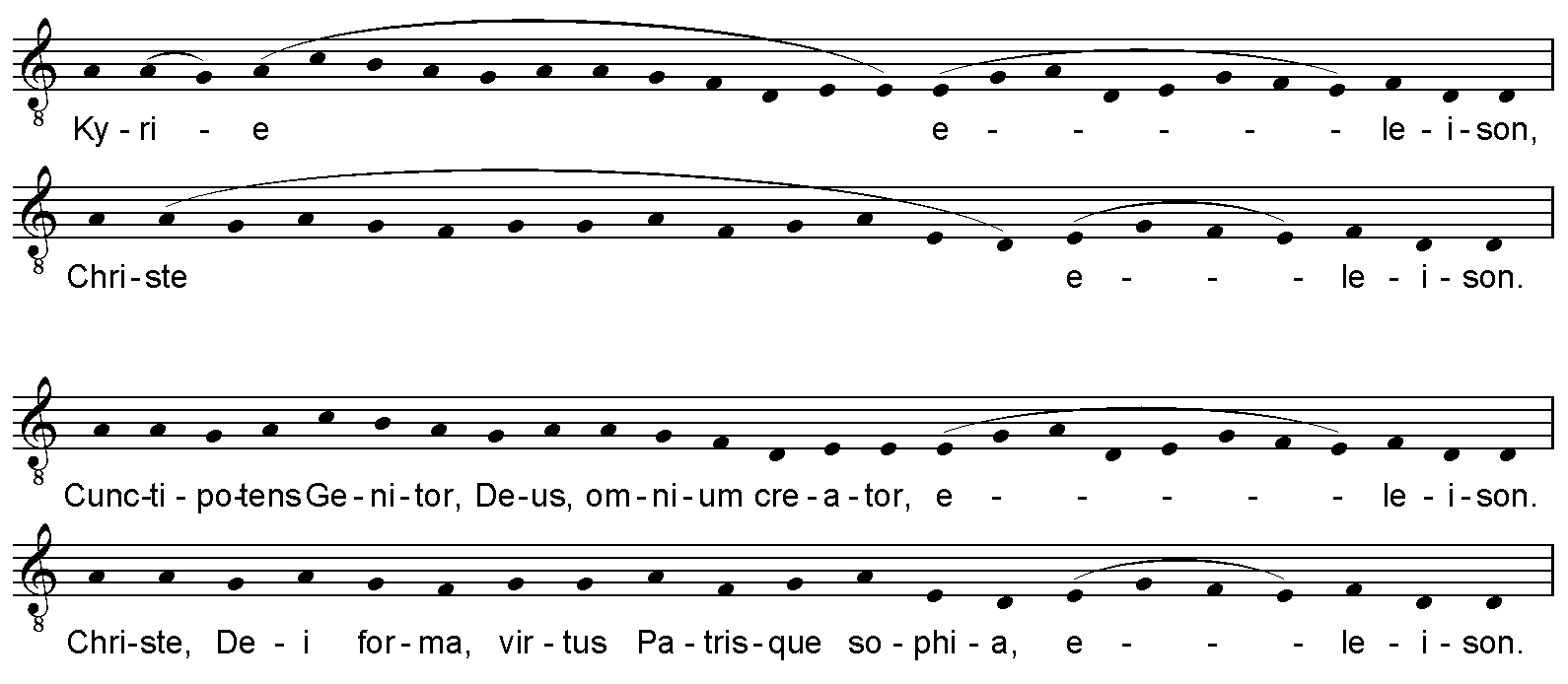
Kyrie мессы на Пятидесятницу (верхние 2 нотоносца) и его троп «Cunctipotens genitor» (нижние 2 нотоносца)

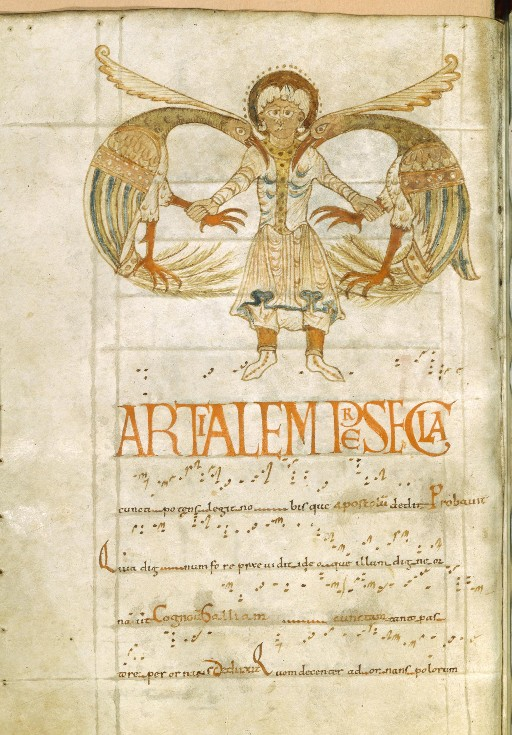
Сен-марсьяльский тропарий, XI в.; буквица тропа «Martialem presecla» представлена в облике св. Марциала, сражающегося со сказочными птицами

В музыковедческой литературе «тропированием» называют добавление (обычно молитвословного) текста к существующему распеву мелизматического типа, а результат такой поэтической обработки заданной мелодии называют «тропом». Троп — современное типологическое обобщение различных аутентичных наименований жанра (tropus, prosula, prosa, verba, versus и др.), которые встречаются в нотных и музыкально-теоретических памятниках IX—XII веков. Мишель Югло предлагал различать тропы трёх типов: мелодические (новые мелизмы), мелогенные (новые тексты под существующие мелизмы) и логогенные (новые мелодические фразы с новым текстом).
В более широком смысле тропами называют любые средневековые обработки григорианской монодии, связанные с дополнением её новой музыкой и новым текстом. Один из первых известных тропов-дополнений — «Quem quaeritis», впервые зарегистрированный в рукописи X века Санкт-Галленского монастыря (см. Quem-quaeritis-Tropus).
Тропированию подвергались песнопения мессы: в проприи — интроиты (как «Quem quaeritis» в Винчестерском тропарии), аллилуйи, оффертории, причастные антифоны (коммунио); в ординарии — все кроме Credo, и оффиция (большие респонсории и заключительный версикул «Benedicamus Domino»). При ссылке на тропированное песнопение указывают инципит исходного материала и инципит тропа, например Kyrie «Cunctipotens genitor» (см. нотные примеры).
Оригинальные сборники тропов носили название «тропариев» (troparium). Наиболее известен Винчестерский тропарий (в двух рукописях — кембриджской и оксфордской; обе составлены около 1000 г.), который содержит более 160 двухголосных органумов и древнейший сохранившийся образец литургической драмы (см.: Winchester Troper).
В Сен-Марсьяле в XI в. на основе тропов в монодии возникла латинская строфическая песня (оригинальный термин — versus). Как считается, этот экспериментальный нелитургический жанр тесно связан с позднейшим кондуктом.
Тропирование трактуется как важная социально-эстетическая тенденция в среде церковных поэтов и музыкантов — отход от «канонической» интерпретации плавного распева, специфическое (в отношении содержания ограниченное рамками католической догматики) проявление свободы творчества.
Многие поэтические тексты тропов опубликованы в фундаментальной антологии «Analecta hymnica medii aevi».

## Другие значения термина
В древнегреческой теории музыки «троп» (др.-греч. τρόπος, в основном значении — «образ», «манера», «способ») — синоним для (более употребительного) «тон» (τόνος). И то и другое обозначает лад, а точнее (метонимически) — звукоряд модального монодического лада. В дефинитивной части своего учения о ладах Боэций (в труде «Основы музыки», написанном в начале VI в.) слово tropus приводит наряду с tonus и modus (то есть все три слова поначалу выглядят как полные синонимы), но по ходу развёртывания учения применяет только modus — слово, которое по мнению ряда исследователей музыкальной античности представляет собой адаптированный латинский перевод древнегреческого τρόπος.
В технике 12-тоновой музыкальной композиции Й. М. Хауэра тропами названы 44 шестизвучные группы, составляющие мелодико-гармоническую основу произведений (см. Tropentechnik).

## Издания

### Музыка и тексты
- 86 tropi antiphonarum ad introitum usui liturgico accomodati, ed. Ferdinand Haberl. Roma, 1980. 104 pp. (тропы интроитов из рукописей X—XI веков).
- Beneventanum troporum corpus, ed. by John Boe and Alejandro Enrique Planchart. 8 vls. Madison (Wisconsin): A-R Editions, 1989—1996 (транскрипции тропов, ординарных и проприальных распевов мессы беневентанской традиции, с переводом текстов на английский язык и обширными комментариями; издание продолжается)
- Early Medieval Chants from Nonantola, ed. by James Borders and Lance W. Brunner. 4 vls. Madison (Wisconsin): A-R Editions, 1996 (тропы, секвенции, песнопения проприя и ординария мессы из североитальянского монастыря Св. Сильвестра в Нонантоле, XI—XII вв.)
- Monophonic Tropes and Conductus of W1, ed. by Jann Cosart. Madison (Wisconsin): A-R Editions, 2007 (транскрипции тропов и монодических кондуктов из Вольфенбюттельского кодекса)
- The Winchester Troper: Facsimile Edition and Introduction, ed. by Susan Rankin. London: Stainer and Bell, 2007. ISBN 0-85249-894-2 (факсимиле Винчестерского тропария)

### Тексты
Corpus troporum (в серии Studia Latina Stockholmiensia, Stockholm), сокращённо CT. Издание продолжается.
- CT 1 (1975): Tropes du propre de la messe. 1 Cycle de Noël, ed. Ritva Jonsson.
- CT 2 (1976): Prosules de la messe. 1 Tropes de l'alléluia, ed. Olof Marcusson.
- CT 3 (1982): Tropes du propre de la messe. 2 Cycle de Pâques, ed. Gunilla Björkvall, Gunilla Iversen, and Ritva Jonsson.
- CT 4 (1980): Tropes de l'Agnus Dei, ed. Gunilla Iversen.
- CT 5 (1986): Les Deux Tropaires d'Apt, mss. 17 et 18, ed. Gunilla Björkvall.
- CT 6 (1986): Prosules de la messe. 2 Les prosules limousines de Wolfenbüttel, ed. Eva Odelman.
- CT 7 (1990): Tropes du Sanctus, ed. Gunilla Iversen.
- CT 9 (1998): Tropes du propre de la messe. 4 The feasts of the Blessed Virgin Mary. Edited with an introduction and commentary by Ann-Katrin Andrews Johansson.
- CT 10 (2011): Tropes du propre de la messe. 5 Fétes des Saints et de la Croix et de la Transfiguration, ed. Ritva Maria Jacobsson.
- CT 11 (2009): Prosules de la messe. 3 Prosules de l’offertoire. Édition des textes par Gunilla Björkvall.